# Hyrmine
Hyrmine (altgriechisch Ὑρμίνη Hyrmínē), auch Hyrmina, ist eine Figur der griechischen Mythologie.
Sie ist die Tochter des Neleus, des Nykteus oder des Epeios und der Anaxiroe.
Mit dem thessalischen König Phorbas wurde sie die Mutter von Augeias, dem König von Elis, von Tiphys und Aktor. Letzterer soll in der Elis die Stadt Hyrmina gegründet haben, die er nach seiner Mutter benannte.